# Salon des artistes français
Il Salon des artistes français è una esposizione artistica che si svolge ogni anno dall'inizio di febbraio a Parigi nel corso della quale vengono esposte opere di pittura, fotografia, arte grafica, ecc.
Organizzato a partire dal 1880, è subentrato al Salon dell'Accademia di belle arti, erede dell'Académie royale de peinture et de sculpture. La Société des artistes français è riconosciuta come ente di pubblica utilità da un decreto dell'11 maggio 1883 e il Salon annuale viene organizzato solo a partire dal 1881. 

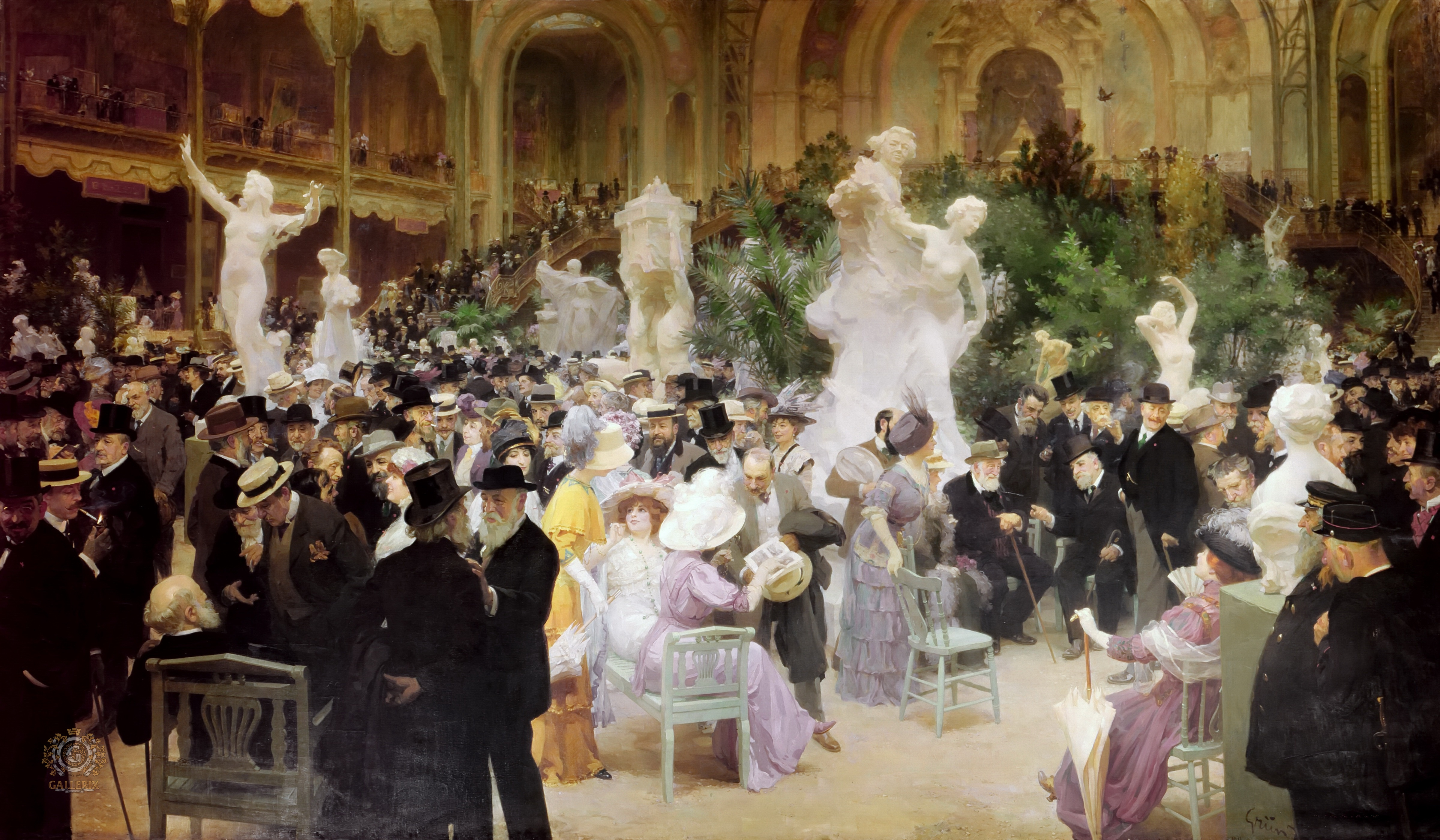
Jules Grün - Un venerdì al Salon des artistes français

## Storia
Il 1º maggio 1880, il Salon des Artistes Français, il primo a portare questo nome, fu inaugurato al Palazzo degli Champs-Élysées in sostituzione del Salon of Painting and Sculpture.
Il 27 dicembre 1880, Jules Ferry, Ministro della Pubblica istruzione e delle Belle arti, chiese agli artisti ammessi nel Salone a maggio, di costituirsi come  "Società di artisti francesi".  La fine del monopolio pubblico fu ratificata nel 1881 e negli anni successivi furono creati a Parigi altri salotti.
Già nel 1890, infatti, giovani pittori come Lucien Simon, guidati da maestri come Auguste Rodin e Pierre Puvis de Chavannes, stanchi dell'autoritarismo accademico del Salon des Artistes Français, crearono un nuovo salone e aderirono alla Société nationale des beaux-arts più aperta alle nuove tendenze.
Nel 1909, il Sottosegretario di Stato alle Belle Arti, Étienne Dujardin-Beaumetz, commissionò a Jules Grün il grande affresco che, nel 1911, celebrava il trentesimo anniversario del Salon des Artistes Français. Il pittore rappresentò in Un venerdì al Salon des artistes français un centinaio di personalità dell'epoca fra i quali i pittori Henri Harpignies, Fernand Cormon, Léon Bonnat, Charles Léandre, Clémentine-Hélène Dufau, l'architetto Victor Laloux, la cantante Yvette Guilbert, il compositore Gabriel Fauré, il caricaturista Sem, le attrici Geneviève Lantelme e Renée Maupin, l'inventore del Vin Mariani, bibliofilo e mecenate, Angelo Mariani, in piedi in primo piano, a sinistra di Geneviève Lantelme.
La Société des artistes français era composta da un gabinetto i cui membri erano eletti dal comitato. I soci eleggevano sia i membri del comitato che una giuria per ogni sezione artistica presente e la giuria restava in carica tre anni.
La fotografia fu introdotta nello statuto della società nel 2014, le sezioni di pittura, scultura, architettura e incisione, invece, erano presenti fin dall'origine della Societé.

### Grand Palais e la Société des artistes français
Dal 1901, la Société des artistes français organizzò le esposizioni al Grand Palais a Parigi.
In precedenza il Salone si teneva presso il Palais de l'Industrie, edificio demolito in occasione dell'Esposizione universale di Parigi del 1900 e sostituito dal Grand Palais.
Nel 1894 fu indetto un concorso di architettura con lo scopo di progettare un Palazzo delle Arti, concorso che fu vinto da architetti aderenti alla Société des artistes français: Albert-Félix-Théophile Thomas, Charles Girault, Henri Deglane et Albert Louvet.
Il cantiere iniziò nel 1898 e la costruzione si protrasse per due anni. L'edificio fu inaugurato in occasione dell'Esposizione universale di Parigi del 1900. L'edificio è ora classificato come monumento storico.
Molti artisti della Société des artistes français parteciparono alla costruzione del Grand Palais.

## Lista degli esponenti della Societé des artistes français partecipanti alla costruzione del Grand Palais
- André-Joseph Allar (scultore)
- Henri Emile Allouard (scultore)
- Alexis André (scultore)
- Zacharie Astruc (pittore)
- Louis Baralis (scultore)
- Georges Bareau (scultore)
- Louis-Ernest Barrias (scultore)
- Paul Baudoüin (pittore)
- Paul-Armand Bayard de la Vingtrie (scultore)
- Michel Béguine (scultore)
- Albert Besnard (pittore)
- Charles Beylard (scultore)
- Joseph Blanc (pittore)
- Jules Blanchard (scultore)
- Émile-André Boisseau (scultore)
- Alfred Boucher (scultore)
- Edgar Boutry (scultore)
- Paul-Gabriel Capellaro (scultore)
- Antonin Carlès (scultore)
- Auguste Carli (scultore)
- Jean Carlus (scultore)
- Félix Charpentier (scultore)

- Louis Clausade (scultore)
- Louis Convers (scultore)
- Henri Cordier (scultore)
- Alphonse Cordonnier (scultore)
- Fernand Cormon (peintre)
- Jules Coutan (scultore)
- Horace Daillion (scultore)
- Jules Dalou (scultore)
- Daniel Dupuis (scultore)
- Alfred Darvant (scultore)
- Henri-Adolphe-Auguste Deglane (architetto)
- Jules Desbois (scultore)
- Jean-Charles Desvergnes (scultore)
- Joseph Enderlin (scultore)
- Léon Fagel (scultore)
- Alexandre Falguière (scultore)
- Maurice Ferrary (scultore)
- Louis Édouard Fournier (pittore)
- Emmanuel Frémiet (scultore)
- Georges Gardet (scultore)
- Paul Gasq (scultore)
- Henri Gauquié (scultore)

- Gustave Germain (scultore)
- Charles-Louis Girault (architetto)
- Pierre Granet (scultore)
- Henri Gréber (scultore)
- Benoît Lucien Hercule (scultore)
- Jean-Baptiste Hugues (scultore)
- Ferdinand Humbert (pittore)
- Jean-Antonin Injalbert (scultore)
- Jules Jacques Labatut (scultore)
- Émile Lafont (scultore)
- Raoul Larche (scultore)
- Hippolyte Lefèbvre (scultore)
- Camille Lefèvre (scultore)
- Hector Lemaire (scultore)
- Alfred Lenoir (scultore)
- Agathon Léonard (scultore)
- Henri Levasseur (scultore)
- Henri-Édouard Lombard (scultore)
- Louis-Albert Louvet (architetto)
- Émile Madeline (scultore)
- Laurent Marqueste (scultore)
- André Massoulle (scultore)

- Gustave Michel (scultore)
- Alphonse Emmanuel de Moncel de Perrin (scultore)
- Léopold Morice (scultore)
- Henri Nelson (scultore)
- Victor Peter (scultore)
- Émile Peynot (scultore)
- Georges Récipon (scultore)
- Alfred Roll (pittore)
- René de Saint-Marceaux (scultore)
- Auguste Seysses (scultore)
- François Sicard (scultore)
- Émile Soldi (scultore)
- Félix Soulès (scultore)
- Léopold Steiner (scultore)
- Auguste Suchetet (scultore)
- Corneille Theunissen (scultore)
- Gabriel-Jules Thomas (scultore)
- Albert-Théophile Thomas (architetto)
- Tony Noël (scultore)
- Raoul Verlet (scultore)
- Jacques Villeneuve (scultore)

## Esposizioni
Le esposizioni si svolgono ogni anno al Grand Palais e furono sospese solo negli anni della Seconda Guerra mondiale.

## Alcuni espositori celebri

### Pittori
- Álvaro Alcalá Galiano y Vildósola
- Fernand Allard l'Olivier
- Paul Ambille
- Pierre-Laurent Baeschlin
- Jules Bastien-Lepage
- Michèle Battut
- Henri Beau
- Gabrielle Bellocq
- Jehan Berjonneau
- Louis Berthomme Saint-André
- Raymond Biaussat
- Georges Bilhaut
- Bernard Boesch
- Georges A. L. Boisselier
- Maurice Boitel
- Rosa Bonheur[5]
- Léon Bonnat[6]
- François Boucher
- Pierre Boudet
- Eugène Boudin
- William Bouguereau
- Jules Breton
- Mattéo Brondy
- Alexandre Jean-Baptiste Brun
- Alexandre Cabanel
- Horace de Callias
- Georges Capon
- Philippe Cara Costea
- Mary Cassatt
- Clément Castelli
- Jules Cavaillès
- Céelle
- Paul Cézanne[7]
- Maurice Chabas
- Jean Siméon Chardin
- Marcel Chassard
- Théodore Chassériau
- Bernard Conte
- Benjamin-Constant
- Rémy Cogghe

- Fernande Cormier
- Jean-Baptiste Camille Corot
- Gustave Courbet
- Thomas Couture
- André Crochepierre de 1880 à 1933[8]
- Charles-François Daubigny
- Jacques-Louis David[9]
- Edmond Daynes
- Edgar Degas[10]
- Eugène Delacroix
- Gabriel Deluc
- Virginie Demont-Breton
- Gustave Dennery
- Jacques Derrey
- Auguste Desch
- Yves Dieÿ
- Raoul Dufy[11]
- Maurice Eliot
- Hubert-Denis Etcheverry
- Pierre-Nicolas Euler
- Jean Even
- Henri Fantin-Latour
- Henri Farge
- Maurice Faustino-Lafetat
- François Flameng
- Jean-Louis Forain
- Jean-Honoré Fragonard
- Jean Garonnaire
- Charles Genty
- Théodore Géricault
- Alberto Giacometti
- Anne-Louis Girodet
- Paul Girol
- Jean-Baptiste Greuze
- Antoine-Jean Gros
- René Marcel Gruslin
- Henri-Joseph Harpignies
- René Charles Edmond His
- Jean-Auguste-Dominique Ingres
- Eugène Isabey

- Pierre Georges Jeanniot
- Johan Barthold Jongkind
- Adrienne Jouclard
- Monique Journod
- Jean Julien
- Alexis Kalaeff
- Albert-Antoine Lambert
- Achille Laugé
- Georges Laugée
- Charles Le Brun
- Michel Maximilien Leenhardt
- Roland Lefranc
- François Legrand
- Edmond Leroy dit Leroy-Dionet
- Ernest Lessieux
- Ray Letellier
- Katherine Librowicz
- Roger Limouse
- Bernard Lorjou
- Diogène Maillart
- Édouard Manet[12]
- Marie Antoinette Marcotte
- Pierre Matossy
- Georges Sauveur Maury
- Ernest Meissonier
- Florimond Météreau
- Jean-François Millet
- Maurice Millière
- Bertrand Mogniat-Duclos
- Gustave Moïse
- Claude Monet[13]
- Mireille Montangerand
- Gustave Moreau
- Claude Morini
- Jean-Jacques Morvan
- Paul-Franz Namur
- Jean-Marc Nattier
- Marthe Orant
- Blaise Patrix
- Marcel Peltier
- Francis Picabia

- Fernand Pinal
- Abel Pineau
- Camille Pissarro
- Jean-Pierre Pophillat
- Richard de Prémare
- Pierre-Paul Prud'hon
- Pierre Puvis de Chavannes
- Germain Raingo-Pelouse
- Roger Reboussin
- Odilon Redon
- Auguste Renoir
- Hilda Rix Nicholas
- Claude Roederer
- Georges Rouault
- Vicente Santaolaria
- Émile-Allain Séguy
- Bernadette Sers
- Georges Seurat
- Alfred Sisley
- Joseph Soumy
- Eugène Thiery
- Élisabeth Vigée Le Brun
- Joseph Steib
- Éliane Thiollier
- Jacques Thiout
- Simone Tiersonnier
- Antony Troncet[14]
- Marie-Renée Ucciani (1882-1862)
- Gabriel Venet
- Claude Joseph Vernet
- Marcel Vicaire
- André Vignoles
- Viko
- Paul Villiers
- Jean-Edouard Vuillard
- Paul Welsch
- James Abbott McNeill Whistler
- André Bourrié

### Scultori
- Michel Baduel[15]
- Auguste Bartholdi
- Antoine-Louis Barye
- Paul Belmondo
- Antoine Bourdelle
- Pierre-Etienne Daniel Campagne
- Jean-Baptiste Carpeaux
- Camille Claudel
- Henri-Louis Cordier
- Jean-Pierre Cortot
- Auguste Coutin[16]
- Aimé-Jules Dalou
- Robert David d'Angers
- Auguste Davin
- Antoine Étex
- Alexandre Falguière
- Emmanuel Frémiet
- Roland Guillaumel
- Jean-Antoine Injalbert

- Jean-Antoine Houdon
- Paul Maximilien Landowski
- Aristide Maillol
- Alfred Marzolff
- Ernest Nivet
- Gustave Obiols
- Auguste Ottin
- Francis Pellerin
- Jean-Baptiste Pigalle
- James Pradier
- Anna Quinquaud
- Eugène Raguet
- Georges Récipon
- Auguste Rodin
- François Rude
- Marie-Renée Ucciani
- Gabriel Forestier

### Architetti
- Antoine-Nicolas Bailly
- Victor Baltard[17]
- Henri-Adolphe-Auguste Deglane
- Charles Garnier[18]
- Georges Labro
- Louis-Albert Louvet[19]
- Victor Laloux[20]
- Henri-Paul Nénot
- Roger Poyé[21]
- Henri Sajous[22]
- Albert-Félix-Théophile Thomas[23]
- Albert Tournaire
- Eugène Viollet-le-Duc[24]

### Incisori
- Michel Baduel[15]
- Félix Bracquemond[25] · [26]
- Aimé Dallemagne[27]
- Albert Decaris[28]
- Gustave Doré[29]
- Louis Monziès[30]
- Louis Oscar Roty[31]
- André Dunoyer de Segonzac[28]

## Premi e riconoscimenti
Il sistema dei riconoscimenti del Salon des artistes français è stato istituito dopo il 1880 secondo un sistema che è entrato in vigore ufficialmente nel 1849.
Le medaglie d'onore di prima, seconda e terza classe sono state istituite come forma di incoraggiamento per gli artisti. Queste medaglie cambieranno nel corso degli anni e dal 1946 diventeranno medaglie d'oro, d'argento e di bronzo.
Le medaglie d'oro vengono attribuite dalla giuria del Salon per ognuna delle cinque sezioni: pittura, scultura, incisione, architettura, fotografia e sono coniate dalla Monnaie de Paris.
Altri premi furono istituiti a memoria di artisti defunti o per donazioni finalizzate ad incoraggiare il lavoro artistico.

### Medaglia d'onore
- 1899 : Francis Tattegrain : Saint-Quentin preso d'assalto
- 1968 : Henri Sajous, architetto[33]
- 1989 : Michel Baduel, per l'insieme della sua opera: scultura, disegno, incisione
- 2018 : Jacques Courtois

### Medaglia d'oro o di prima classe
- 1883 : Joseph Carlier
- 1892 : Honoré Icard
- 1905 : Henri-Achille Zo (priemio nazionale)
- 1905 : Charles Joseph Jacquot (scultura)
- 1906 : Édouard Doigneau
- 1914 : Gustave Dennery
- 1914 : Corneille Theunissen (scultura)[34]
- 1920 : Pierre Ernest Ballue
- 1921 : Georges A. L. Boisselier
- 1923 : Ernest Nivet, Pierre-Gaston Rigaud
- 1924 : Fernand Allard l'Olivier

- 1926 : Paul Antin (1863-1930)
- 1927 : Paul Charavel
- 1929 : Alfred Giess
- 1930 : Pierre Sevaistre
- 1931 : Jean Didier-Tourné
- 1932 : Jacques Weismann
- 1933 : Marcelle Ackein[35]
- 1934 : Gabriel Forestier
- 1935 : Jean Rigaud
- 1937 : Marcelle Ackein[35], Lucien de Maleville
- 1938 : Robert Marie Raymond

- 1939 : Roger Poyé (architetto) pour l'école le P'tit Quinquin à Calais
- 1942 : Marie Berton-Maire
- 1948 : Roger Bertrand Baron
- 1960 : Pierre Gautiez
- 1968 : André Aaron Bilis
- 1969 : Suzanne Morel-Montreuil[36] Nature morte au faisan
- 1983 : Michel Baduel
- 1990 : Michel Baduel pour ses pastels

### Medaglia d'argento o di seconda classe
- 1880 : Louis Monziès, Acquaforte L'Enterrement d'un marin à Villerville[30]
- 1881 : Léon Comerre
- 1883 : Francis Tattegrain, Les Deuillants à Étaples
- 1887 : Marie-Félix Hippolyte-Lucas
- 1890 : Honoré Icard
- 1894 : Armand Guéry, dipinto, La Neige.
- 1900 : Louis Ridel
- 1901 : Henri-Achille Zo
- 1904 : Abel Bertram
- 1910 : Léon Chavalliaud, scultura, Dom Perignon, abbaye d'Hautvillers

- 1911 : Pierre Ernest Ballue
- 1912 : Léon Broquet
- 1913 : Gabriel Deluc, dipinto, Deux portraits de femmes en plein air.
- 1920 : Pierre-Gaston Rigaud, Fernand Allard l'Olivier, Alméry Lobel-Riche
- 1921 : Raymond Léon Rivoire, scultura, monumento ai caduti di Cusset
- 1922 : Jean-Georges Achard
- 1924 : Pierre Sevaistre
- 1925 : Marcel Vicaire
- 1926 : Alfred Giess

- 1931 : Marie Berton-Maire
- 1934 : Robert Marie Raymond
- 1964 : Suzanne Morel-Montreuil Paysanneries, acquerello.
- 1967 : Pierre Gilles
- 1977 : Marcel Montreuil[37], onorificenza postuma.
- 1978 : Annette Faive[38]
- 1981 : Michel Baduel

### Medaglia di bronzo o di terza classe
- 1881 : Pierre Ernest Ballue, Georges Laugée
- 1884 : Michel Maximilien Leenhardt
- 1888 : Charles Joseph Jacquot (scultore)
- 1889 : Michel Maximilien Leenhardt (Esposizione universale)
- 1893 : Paul Jobert
- 1884 : Marie-Félix Hippolyte-Lucas
- 1891 : Armand Guéry, dipinto, Jardin à Auménancourt, acquistato dallo Stato, Parigi, Palais du Luxembourg[39]

- 1891 : Léon Chavalliaud
- 1892 : Gustaf Theodor Wallén, La chambre mortuaire[40]
- 1895 : Fernand Hamar
- 1897 : Anatole Odilon Bernast, Alfred Julien Calvé
- 1898 : Louis Ridel
- 1899 : Henri-Achille Zo
- 1900 : Alphonse Lalauze, René Charles Edmond His

- 1903 : Henry d'Estienne, Jean-Georges Achard
- 1904 : Henri L. M. Leseigneur
- 1907 : Paul Charavel
- 1911 : Marcelle Ackein[35], Léon Broquet
- 1912 : Camille Bourget[41], Paul Villiers,[42], Jean Didier-Tourné
- 1939 : Francis Pellerin

### Menzioni speciali
Le menzioni speciali furono istituite nel 1857 per compensare il numero insufficiente delle medaglie rispetto al numero di coloro che le avrebbero meritate.
- 1881 : Francis Tattegrain
- 1882 : Michel Maximilien Leenhardt
- 1885 : Armand Guéry, dipinto, Le Soir à marée basse à Villerville.
- 1887 : Léon-Gustave Ravanne
- 1890 : Anatole Odilon Bernast
- 1894 : Louis Albert Carvin
- 1896 : Louis Ridel
- 1897 : Henri-Achille Zo
- 1898 : Émile Georges Weiss, René Charles Edmond His
- 1899 : Alphonse Lalauze
- 1900 : Léon Printemps
- 1902 : Paul Charavel

- 1902 : Nori Malo-Renault
- 1903 : Henry d'Estienne
- 1904 : François Brillaud
- 1905 : Marie Antoinette Marcotte
- 1906 : Bruno Héroux
- 1906 : Gabriel Deluc, dipinto, "Intimité", Musée Bonnat-Helleu.
- 1920 : Pierre Sevaistre
- 1923 : Régnault Sarasin
- 1924 : Gabrielle David
- 1929 : Yan Wenliang
- 1932 : Émile Beaussier
- 1938 : Étienne Buffet
- 1961 : Suzanne Morel-Montreuil, pastello
- 1966 : Marcel Montreuil

### Premio Thérèse Aubin-Mounier
- 1964 : Charles Gueldry
- 1966 : Berthe Mathieu[43]
- 1968 : Marguerite Portier[44]
- 1972 : Marcel Montreuil[45]
- 1974 : David Olère
- 1975 : Armand Dimanche
- 1976 : Odette Rondet
- 1977 : Robert Bordarier
- 1978 : Sacha Rubinstein

### Premio Henriette Bateman
- 1964 : Lucienne Deret
- 1965 : Marcel Montreuil[46]
- 1966 : Jean-Paul Dethorey[43]
- 1968 : Alexis Perrodin[44]
- 1972 : Mariane Razavi[45]
- 1974 : Frédéric Alban
- 1975 : Marie-Thérèse Cunéo d'Ornano[47]
- 1976 : Shinsei Yokoyama
- 1977 : Yves Collet
- 1978 : Serge Van den Eeckhaut

### Premio Rosa-Bonheur (fondazione Anna Klumke)
- 1961 : Albert Joulin
- 1964 : Germaine Haas
- 1965 : Mme Hecquet de Carbon
- 1966 : Edith Faucon[43]
- 1968 : Edith-Jeanne Lesenne[44]
- 1972 : Peter Orlando[45]
- 1974 : Jean de Label
- 1975 : Pierre Gaillardot
- 1977 : Alain Fournier
- 1978 : Michel Rippe

### Premio Jeanne-Georges-André Burdy
- 1968 : Marcel Montreuil[44]

### Premio de Collonges-la-Rouge
- 1974 : Paul Hubert
- 1975 : Michel Gémignani[48].
- 1976 : Monique Journod
- 1977 : Jean Abadie
- 1978 : Jacques Léonard[49]

### Premio Ehlinger
- 1964 : Pierre Blanchard[50]

### Gustave Haller - Achille Fould
- 1975 : Marcel Montreuil[47]
- 1977 : Françoise Larrieu

### Premio Victor Henry-Lesur
- 1964 : Luc Lepetit
- 1972 : Daniel Deparis
- 1978 : Christian Ehlinger[49]

### André Lagrange
- 1961 : André Elipret
- 1965 : Anne-Marie Mousseigne[46]
- 1966 : M. Baroth[43]
- 1968 : Jean-Pierre Bordas[44]

### Premio Pierre Maubert
- 1976 : Marcel Montreuil[51]
- 1977 : Hervé Le Bourdelles
- 1978 : Sybille de Monneron

### Premio Marcel Montreuil
Premio istituito tra il 1977 e il 1982 dalla vedova di Marcel Montreuil, Suzanne Morel-Montreuil, lei stessa premiata più volte :   
- 1977 : Noël René Bidault (1911-1996), fondatore di "Chevalet de Touraine"[51]
- 1978 : Armand Dimanche[49]

### Premio Fernand Renault
- 1965 : Gilbert Sailly[46]
- 1966 : Alfred Chagniot[43]
- 1972 : Mme Lefevre-Defive[45]
- 1975 : Marcel Brimeau[47]
- 1976 : Henri Andrépetit
- 1977 : Louis Moruzzi
- 1978 : Georges Hervet

### Premio della Savoia(Fondazione Antoine Girard)
- 1911 : Gustave Alaux, Emile Bégule, Gustave Lorain, Jacques-Paul Simon
- 1912 : Paul Villiers

### Altre ricompense
Furono attribuite borse di studio come borse di viaggio :
- 1881 : Marie-Félix-Hippolyte Lucas

o come speciali incoraggiamenti :
- 1905 : Alméry Lobel-Riche, 500 franchi[52]
- 1907 : Alméry Lobel-Riche, 1000 franchi[53]

## Fotografia
La fotografia fu proposta al Salon des artistes français per la prima volta nel 1992 ma questa sezione fu ufficializzata negli statuti della Società solo nel dicembre 2014.